# Faltriquera

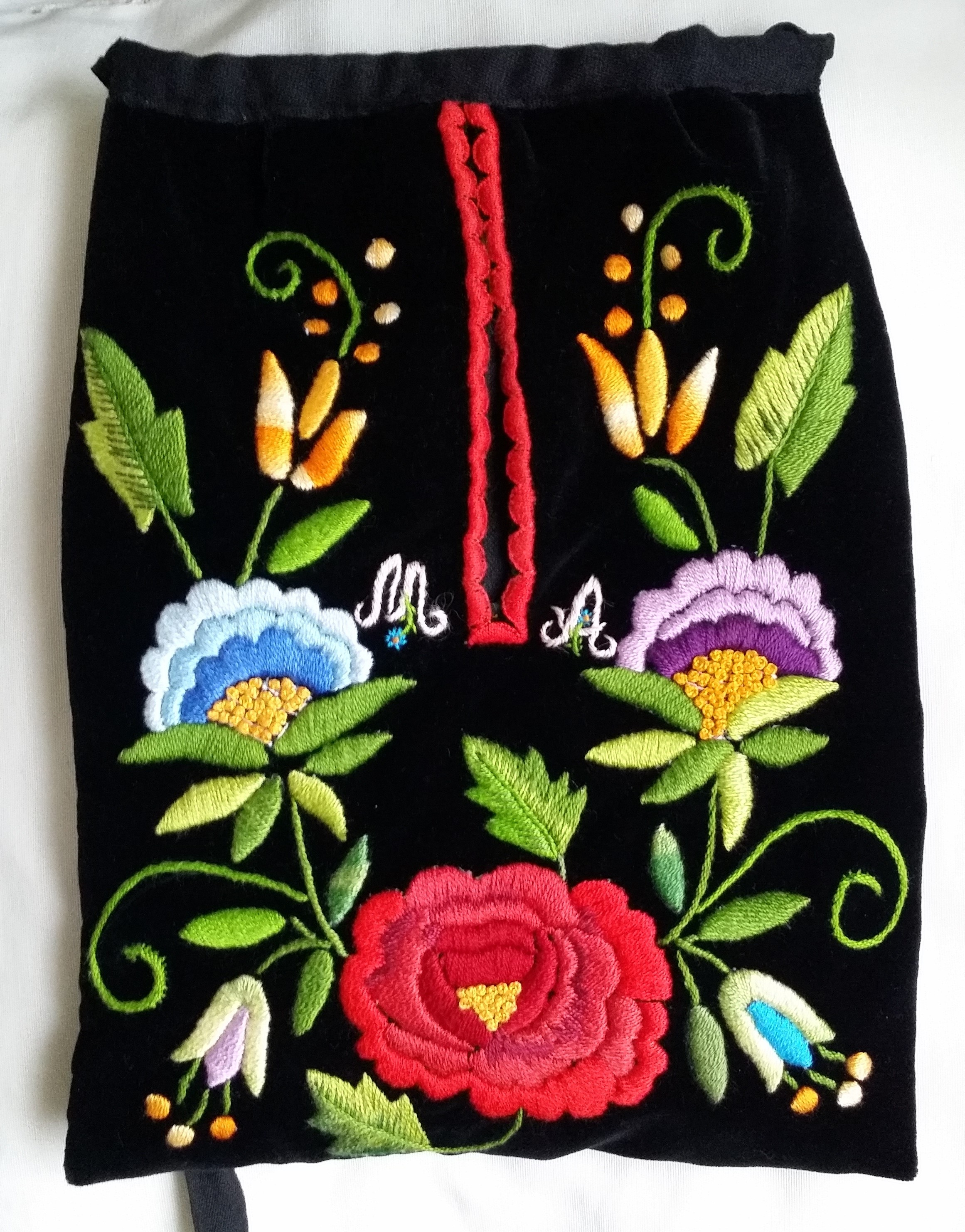
Faltriquera para el traje regional de Extremadura

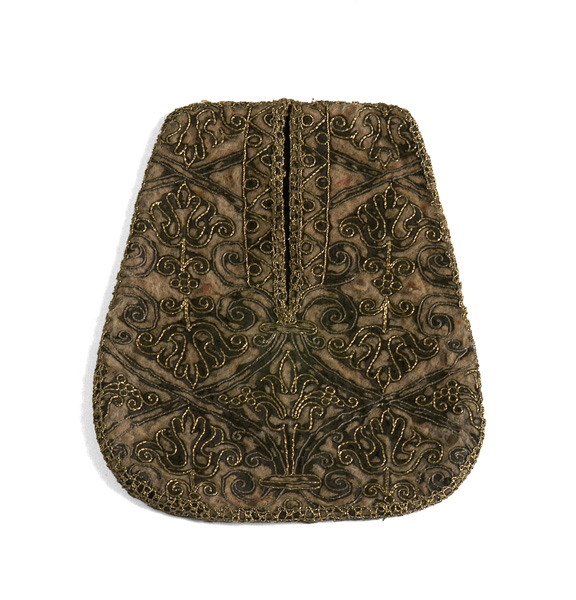
Ejemplar de 1575-1610, conservado en el Museo del Traje, Madrid

Faltriquera, faldriquera o faldiquera es una pequeña bolsa de tela, plana, con forma rectangular y con una abertura, normalmente hecha a mano, con forro por detrás y por dentro. Las mujeres la colocaban bajo el delantal o bajo la falda, en el lateral derecho o izquierdo, y servía de bolsillo para guardar pequeños objetos útiles.

## Etimología y usos
Faltriquera proviene del mozárabe ḥaṭrikáyra (lugar para bagatelas —cosas de poco valor—). Fue una palabra y una prenda muy utilizada en los entornos rurales durante la Edad Media y hasta bien entrado el siglo xx.
En Extremadura, las mujeres del campo del siglo xix y comienzos del siglo xx llevaban en la faltriquera una navaja, una caja de cerillas, un pañuelo para limpiarse, un dedal, un tubito con agujas, hilo, un monedero con unas monedas, las llaves, imperdibles. Siempre la llevaban puesta a donde fueran. Un dicho popular decía que «una mujer sin faltriquera era una mujer sin gobierno». En ella llevaban objetos útiles. Los hombres llevaban estos objetos en los bolsillos de sus chalecos.
Se usaban distintas faltriqueras según fuera para uso diario, para los carnavales, en las romerías (como en la de San Isidro) o en las fiestas regionales. Hoy en día siguen haciéndose faltriqueras de tela, paño o terciopelo para los trajes regionales.